# Mecopodum
Mecopodum é um género botânico pertencente à família das orquídeas (Orchidaceae).